# Dean Young
Dean Young (* 7. Januar 2002) ist ein schottischer Snookerspieler aus Edinburgh, der von 2021 bis 2025 Profispieler war.

## Karriere
Young wuchs in Edinburgh auf und spielte bereits mit fünf Jahren zuhause auf einem kleinen Billardtisch, den ihm sein Vater – selbst ein engagierter Amateurspieler – geschenkt hatte. Mit sieben Jahren begann er im Club vor Ort am Snookertisch und wurde in seinen Jugendjahren von Chris Small trainiert, einem erfolgreichen Ex-Profi, der ebenfalls aus der schottischen Hauptstadt stammt. Schließlich wurde er regelmäßiger Trainingspartner des aktuellen Profispielers Scott Donaldson.
Ab 2016 gehörte er zu den führenden schottischen Spielern und war einer der wenigen schottischen Nachwuchsspieler, die bei internationalen Turnieren mithalten konnten. So erreichte er sowohl bei der U18-Europameisterschaft 2017 als auch bei der U18-Europameisterschaft 2019 das Achtelfinale. Zwischenzeitlich wurde er 2018 schottischer U21-Meister. Früh versuchte er auch, Zugang zur Profitour zu bekommen. Recht gut schnitt er bei der Q School 2019 ab. Danach spielte er auf der Challenge Tour 2019/20 und erreichte Rang 4 der Gesamtwertung, konnte dann aber seine Play-off-Chance nicht nutzen. Währenddessen gelang ihm unter anderem eine Achtelfinalteilnahme bei der Amateureuropameisterschaft sowie bei den WSF Junior Open 2020.
Die Erfolge brachten Young Einladungen zur WM-Qualifikation sowie zum Snooker Shoot-Out 2020. Bei dem Sonderformat mit einem Gewinnframe schlug er mit David Grace und Liam Highfield zwei etablierte Profis und erreichte die Runde der Letzten 32. In der Q School 2020 erreichte er immerhin einmal die Vorschlussrunde, wodurch er erneut zu einigen professionellen Turnieren eingeladen wurde. Diesmal blieb er aber ohne Sieg. 2021 nahm Young zum dritten Mal in Folge an der Q School teil. Nach zweimaligem frühem Aus erreichte er im dritten Event nach einem Sieg über Mitchell Mann das Entscheidungsspiel und mit einem 4:1 gegen Haydon Pinhey qualifizierte sich Young schließlich für die Profitour.
Seine erste Profisaison begann mit einem Punktgewinn in der Championship League durch ein 2:2 gegen Pang Junxu. Bei den regulären Turnieren tat er sich aber schwer und verlor meist klar. Das knappe 5:6 gegen Stuart Bingham bei der UK Championship war noch seine beste Leistung. Erst Anfang 2022 gelangen ihm beim Shoot-out-Format die ersten Siege. Er übertraf sogar seine Leistung von 2020 und kam ins Achtelfinale. Danach folgten aber wieder vier Auftaktniederlagen. Der einzige höherwertige Sieg gelang ihm zum Abschluss der Saison bei der Weltmeisterschaft mit 6:3 über Ben Hancorn in Runde 1. Im zweiten Jahr gelang ihm bei den British Open ein Sieg über Liang Wenbo, ohne sich von einer umstrittenen Aktion seines Gegner irritieren zu lassen. Danach kamen aber nur noch zwei kleinere Siege über weniger starke Gegner, womit er am Ende außerhalb der Top 100 der Weltrangliste landete. Um weiterhin auf der Tour zu bleiben, blieb ihm nur der erneute Gang in die Q School. Tatsächlich gelang ihm im zweiten Turnier der Einzug ins Gruppenfinale und mit einem knappen 4:3-Sieg über Florian Nüßle sicherte er sich erneut zwei Jahre bei den Profiturnieren.

## Erfolge (Auswahl)
- Profiturniere
  - Achtelfinale: Snooker Shoot-Out (2022)

| Ausgang         | Jahr   | Turnier                          | Finalgegner   | Ergebnis |
| --------------- | ------ | -------------------------------- | ------------- | -------- |
| Amateurturniere |        |                                  |               |          |
| Sieger          | 2019   | Challenge Tour 2019/20 – Event 7 | Andrew Pagett | 3:1      |
| Sieger          | 2021/3 | Q School                         | Haydon Pinhey | 4:1      |
| Sieger          | 2023/2 | Q School                         | Florian Nüßle | 4:3      |
| Zweiter         | 2025/2 | Q School                         | Fergal Quinn  | 1:4      |